# Skanörs rådhus

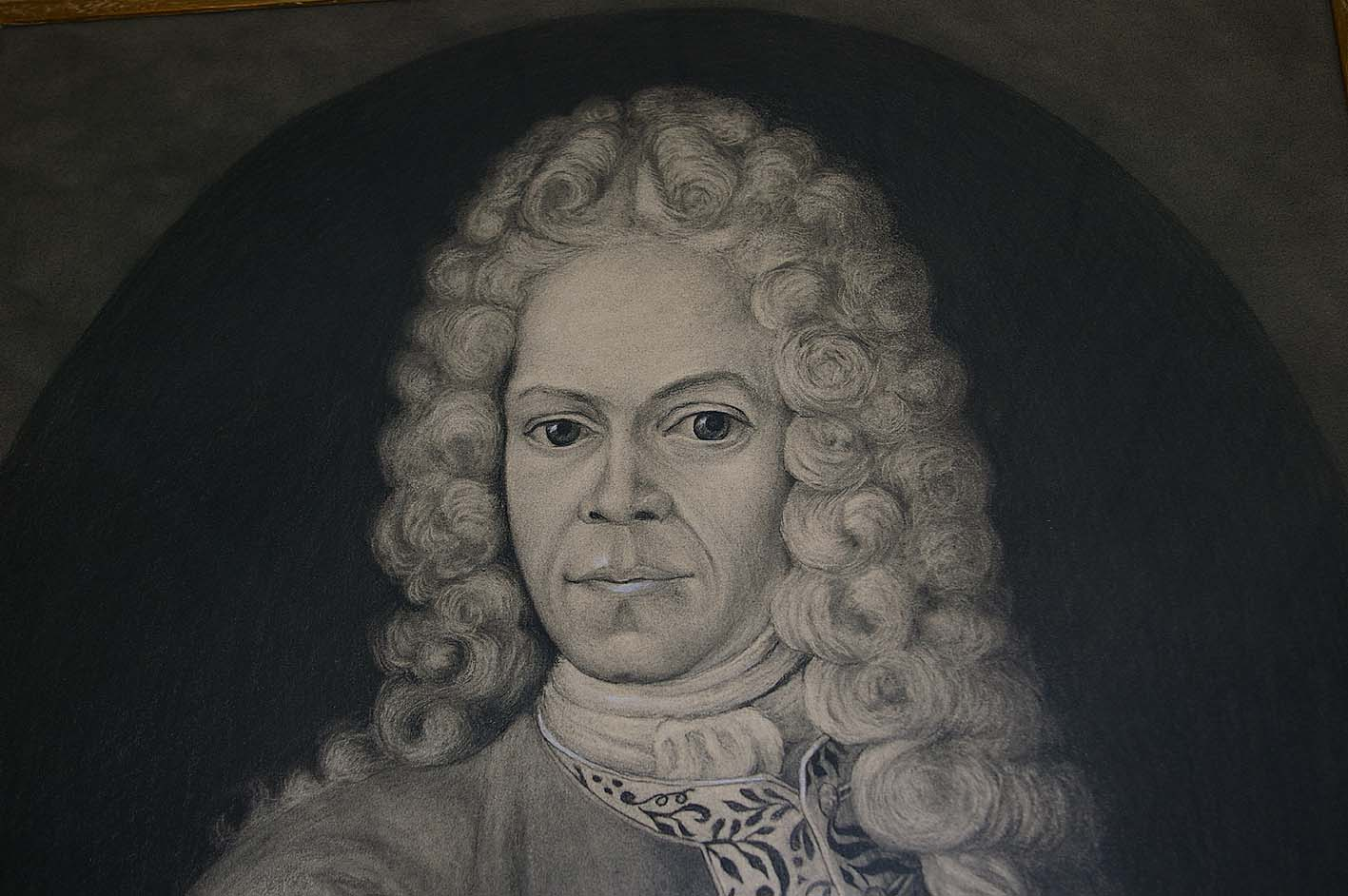
Porträtt av Leonard de la Rose, blyertsteckning efter 1700-talsoriginal från fideikommisset Petersborg utanför Malmö.

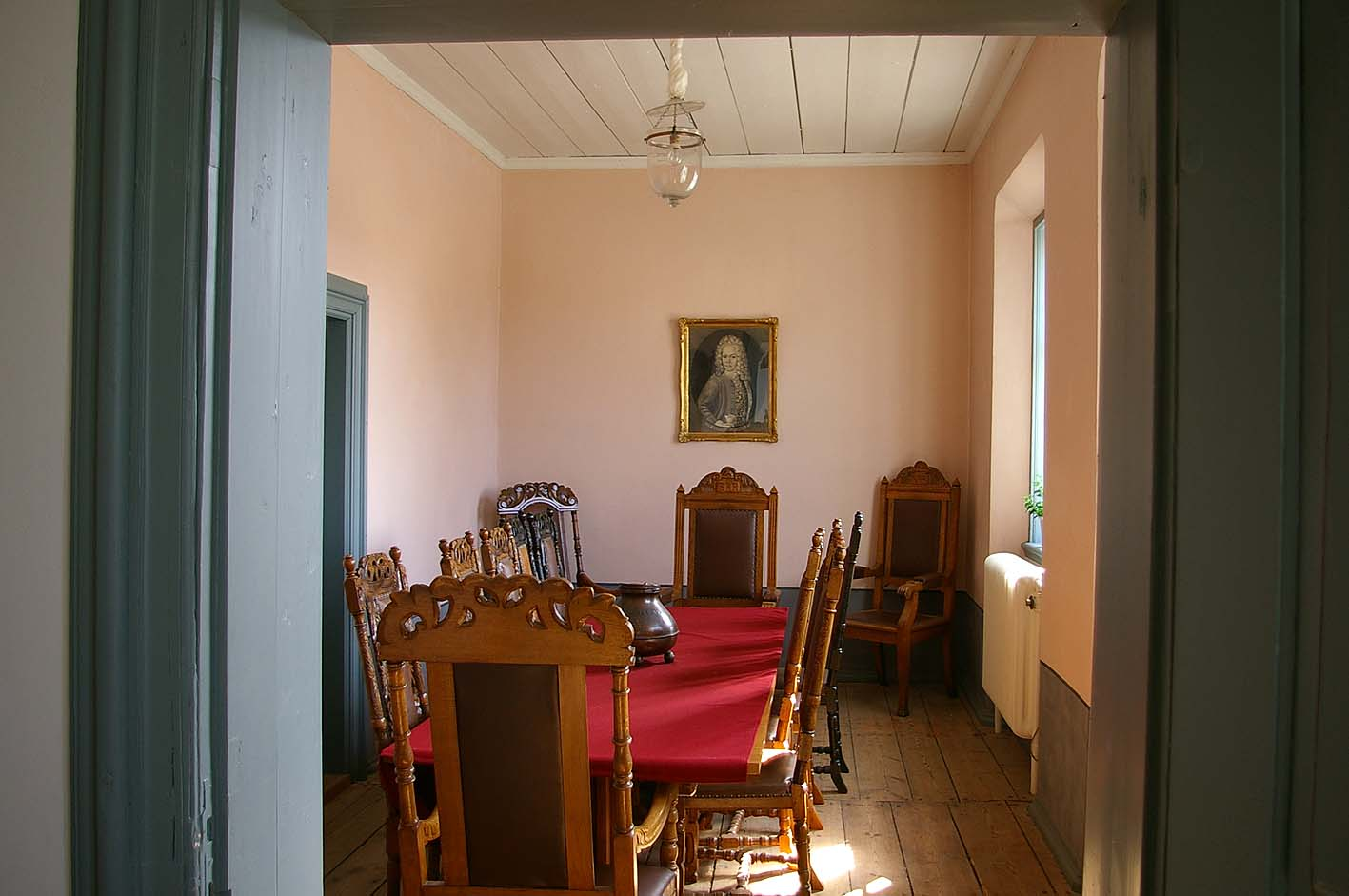
Lilla sammanträdesrummet.

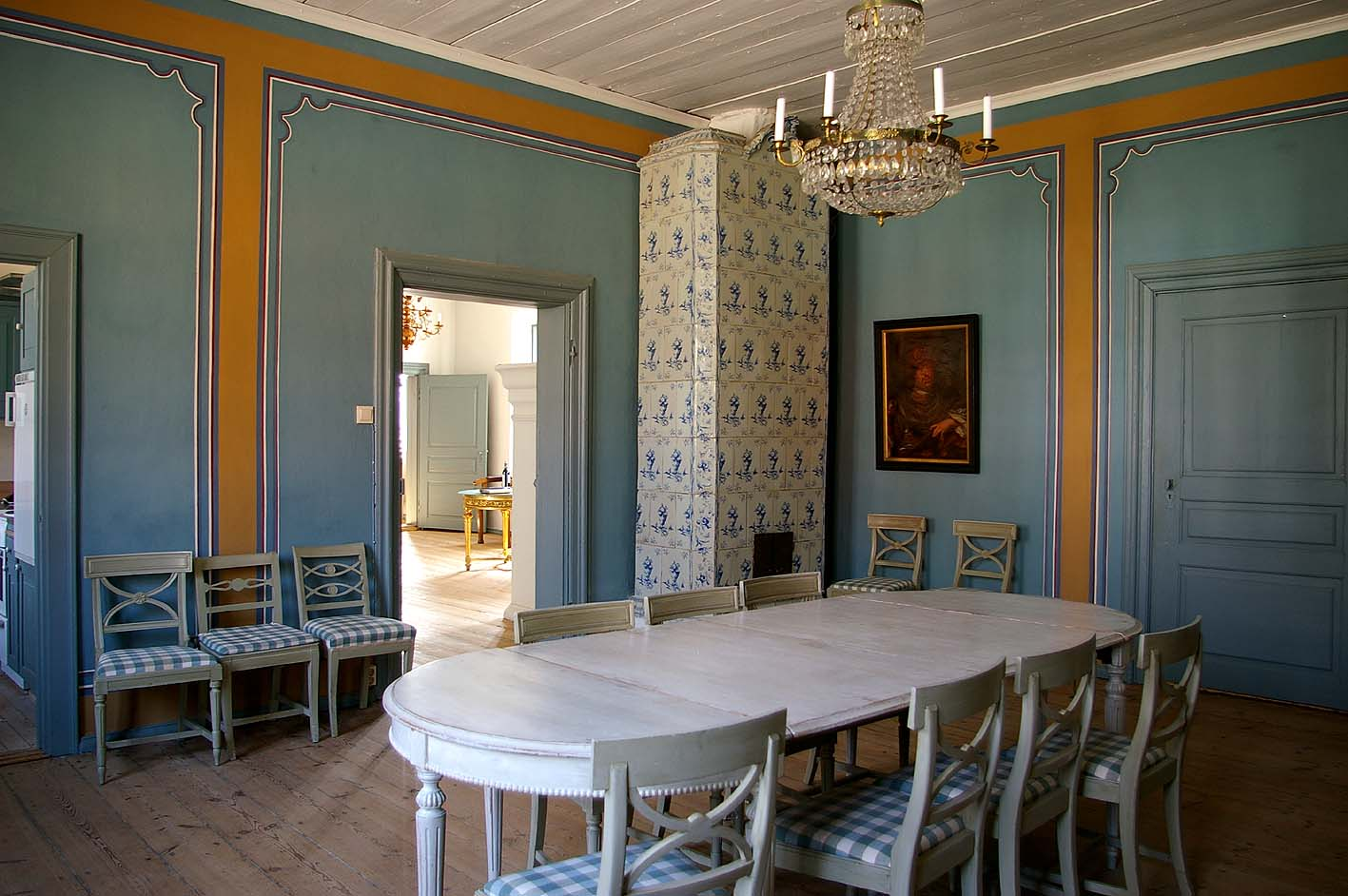
Sessionssalen.

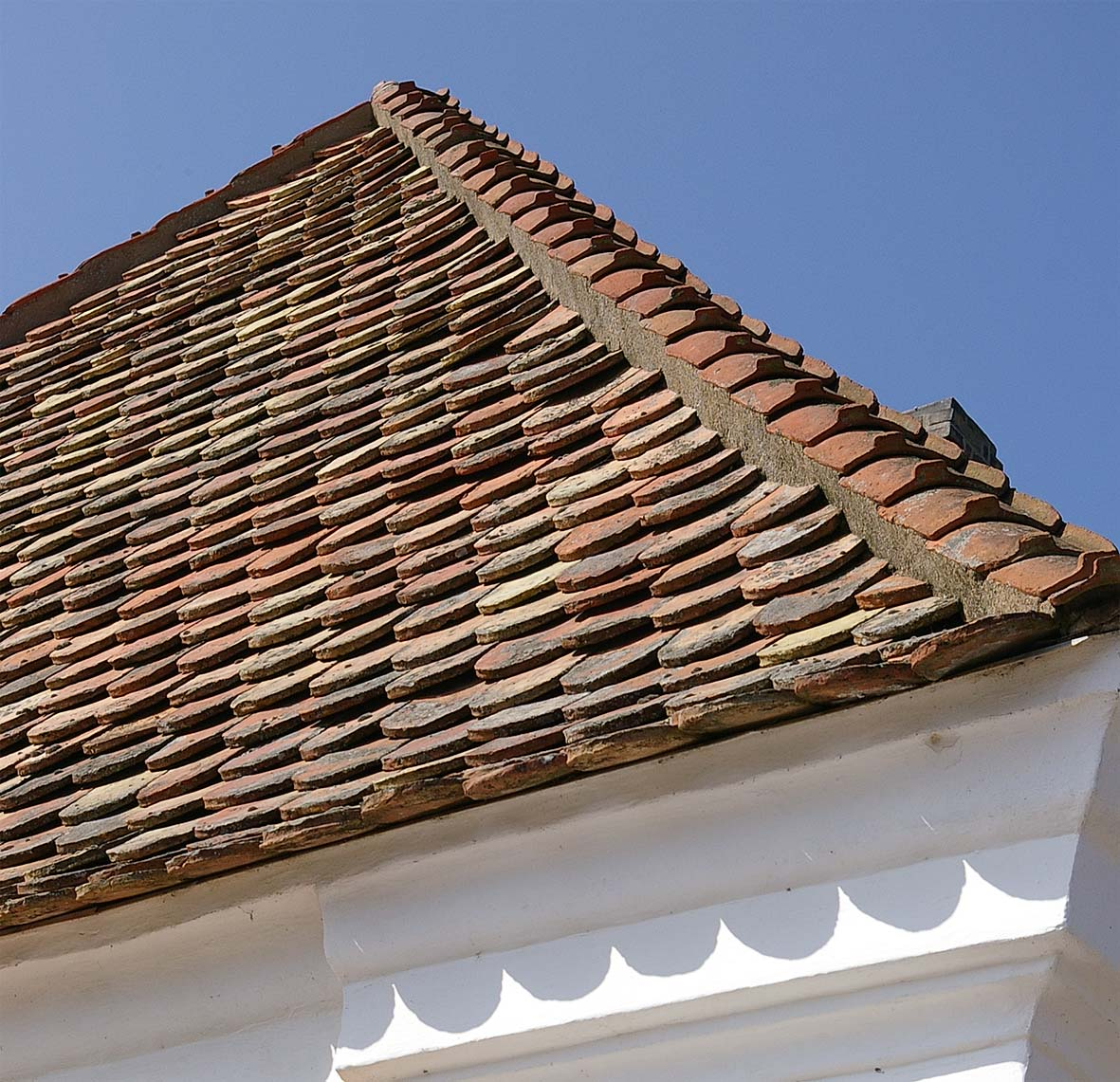
Det platta takteglet på rådhusets tak.

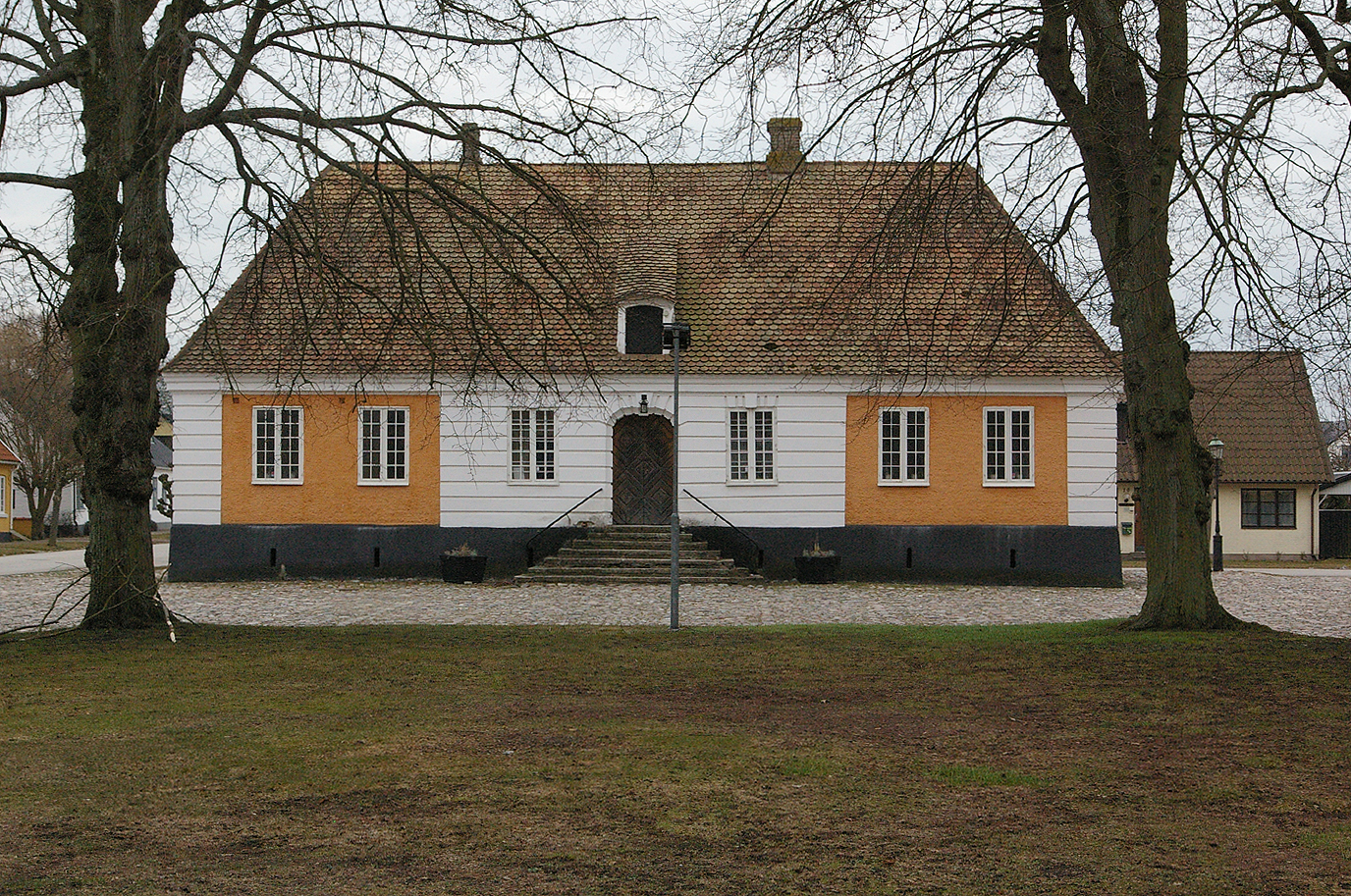
Rådhuset i Skanör ligger vid det medeltida torget.

Rådhuset i Skanör är en envånings tegelbyggnad på hög stensockel med en källare. Byggnaden kunde uppföras på initiativ av den driftige borgmästaren Leonard de la Rose. Han insattes i sitt ämbete 1752. Två år senare fick han domsrätt även över grannstaden Falsterbo vilket i praktiken, om dock ej formellt, innebar att de två förenades till en stad. Borgmästaren fick dock kämpa mycket hårt, till och med handgripligen, mot trilskande Skanörsbor som inte ville att de två städerna skulle utvecklas. 
Redan 1739 hade frågan väckts om byggande av ett rådhus i staden. Det var under ett möte med den s.k. ”Allmänna rådstugan” i juli 1739 som borgmästaren Magnus Grise ville ha betalt för att han i sitt hem tvingades hålla stadens officiella mötesstuga. Av dessa uppkomna planer på ett rådhus blev emellertid intet men strax före borgmästarens död finns bevarade uppgifter på att man avsatt en plats vid Lilla torg till ”Stadsens Publique huus Byggnad af Rådstuwa med mera”. 
Det var först med borgmästaren Leonard de la Rose som idén kunde bli verklighet. Det skulle dock dröja långt in på hans ämbetsperiod innan de trilskande stadsborna fick ge med sig. År 1772 lyckades borgmästaren, som hade fått säte i riksdagen som representant för mösspartiet, att få Kunglig Maj:ts beslut om att i hela landet insamla medel till ett rådhus i Skanör. 
Rådhuset vilar på grundstenar som uppgrävts från ruinerna efter det närbelägna Skanörs borg. Hösten 1774 var frågan uppe när borgarna ämnade påbörja stenbrytningen. Dessa ville dock inte göra arbetet gratis. Borgarna tvingades emellertid att under högljudda protester utföra stenhämtningen. I en skrivelse från landshövdingen, daterad 29 mars 1775, bifogades en ritning med beskrivning på den nya byggnaden. Vem som ritat rådhuset är dock inte känt. 
Murarmästare Beckström från Malmö och timmerman Johan Georg Lindgren från Ystad ledde själva byggnadsarbetet. För nedlagt arbete skulle den förra ha 860 Daler silvermynt, den senare endast 49 Daler silvermynt. Teglet fördes med båtar till staden. Rådhuset hade från början troligtvis endast halmtak. Detta ersattes senare, troligtvis 1819, av ett speciellt taktegel, kallat "bäversvanstegel". Formen är ett helt platt tegel, därav namnet.
Rådhusets högtidliga invigning, som skedde den 24 september 1777, innebar en viktig symbolisk handling. Invigningen skedde i närvaro av ”Landshöfdingen och Riddaren Thott” och underhållningen bestod av en ”utaf Borgmästaren härstädes högädle Herr L de la Rose hållen oration”. Den lilla staden ute på det vind- och sandpinade näset hade nu fått en offentlig byggnad där stadens styrelse kunde samlas.
Den 16 dec 1933 avhölls i Skanörs rådhus Sveriges sista s.k. "allmänna rådsstuga". Denna urgamla sed, där allmänheten själva fick föra ordet, ersattes nu med att endast folkvalda fick yttra sig. 1948 återuppväcktes det medeltida s.k. Sankt Knuts Gille i Skanör-Falsterbo. Gillet fick löfte att räkna det gamla rådhuset som sitt "hem" och man började snart återställa huset i sitt ursprungliga skick. En genomgripande restaurering gjordes 1979 då man invändigt tog fram rester efter äldre väggfärger. Man kunde också konstatera att rådhusets yttermurar från början haft en rosa färg.
Skanörs rådhus är i dag bl.a. en populär plats för borgerliga vigslar. 